# Sylvia Earle
Sylvia Earle   (Gibbstown, 30 d'agost de 1935) és una biòloga marina, exploradora i autora estatunidenca. És autora de nombrosos documentals per a National Geographic des de 1998. Sylvia va ser la primera científica cap de l'Administració Nacional dels Oceans i de l'Atmosfera i va ser nomenada per la revista Time com el primer Heroi del Planeta el 1998. També forma part del grup Ocean Elders, que es dedica a protegir l'oceà i la seva vida salvatge.

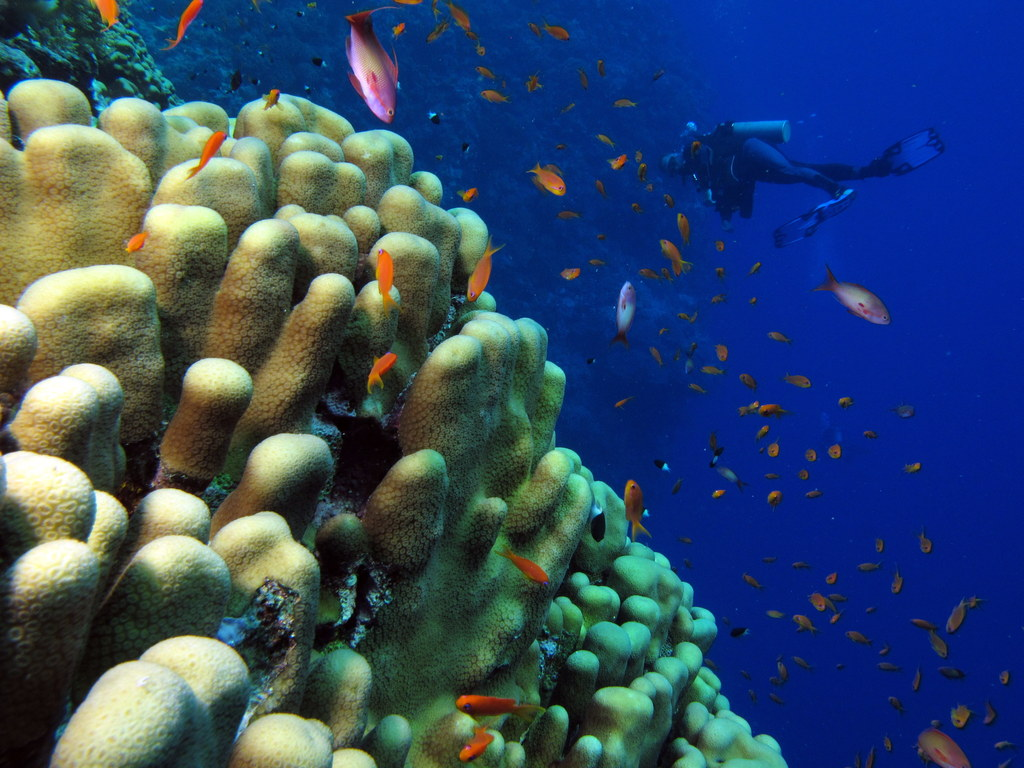
biòloga marina

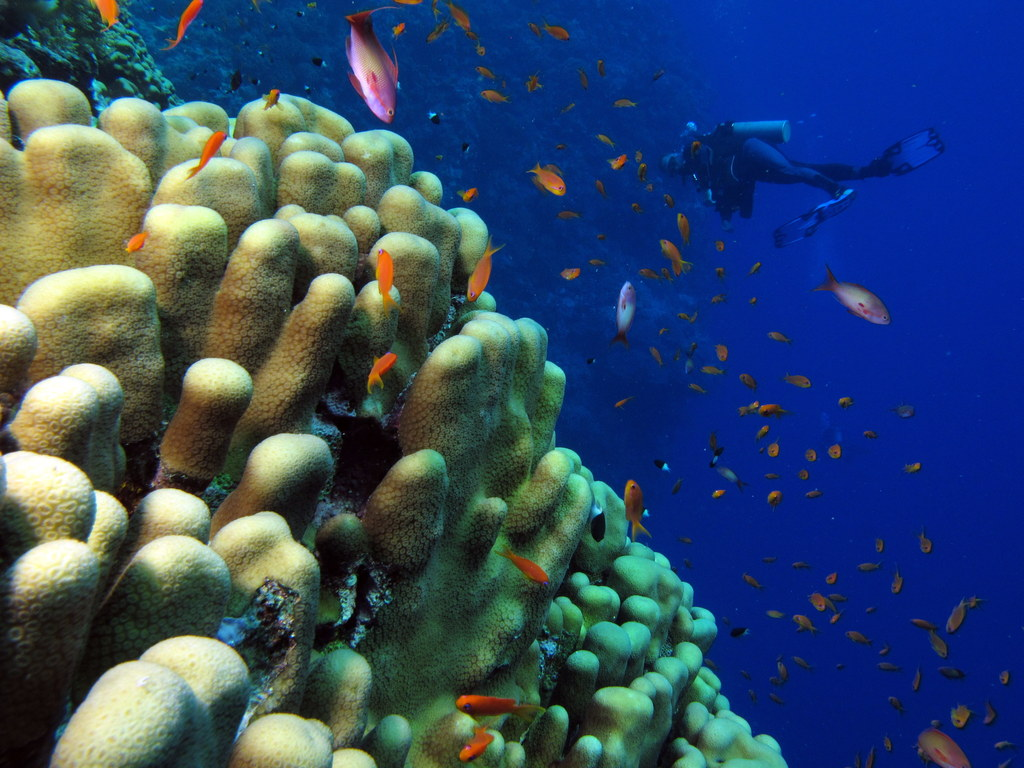
biòloga marina

Ha dedicat la seva vida a estudiar la situació dels oceans. També ha col·laborat en l'estudi dels danys causats per diversos abocaments de petroli produïts durant la guerra del Golf  o els provocats per petroliers com l'Exxon Valdez o la plataforma petroliera Deepwater Horizon.
L'Oceanogràfic de València, el 2008, va batejar com a Sylvia Earle la Torre Oceans, en homenatge a l'oceanògrafa i exploradora submarina, i com a reconeixement de la important contribució científica i divulgativa d'aquesta investigadora.
El 2018 va rebre el Premi Princesa d'Astúries de la Concòrdia.

## Carrera
Després de rebre el seu doctorat el 1966, Earle va passar un any com a investigadora a Harvard, i després va tornar a Florida com a directora resident del laboratori Cape Haze Marine. El 1969 va sol·licitar unir-se al Projecte Tektite, una instal·lació a quinze metres sota la superfície de la mar davant de la costa de les Illes Verges que va permetre als científics viure submergits en la seva àrea d'estudi durant diverses setmanes. Tot i que havia registrat més de 1000 hores de recerca sota l'aigua, Earle va ser exclosa del programa. A l'any següent, va ser seleccionada per dirigir el primer equip femení d'aquanautes al Tektite II.
El 1992, Earle va establir la companyia Deep Ocean Exploration and Research per avançar en temes d'enginyeria marina. La companyia, ara dirigida per la filla d'Earle, Elizabeth, dissenya, construeix i opera equips per a entorns d'aigües profundes.
Experta en l'impacte dels vessaments de petroli, Earle va ser convocada per dirigir diversos viatges d'investigació durant la guerra del Golf Pèrsic el 1991 per determinar el dany ambiental causat per la destrucció dels pous petrolífers kuwaitians per part de l'Iraq. Donada la seva experiència passada amb els vessaments de petroli de l'Exxon Valdez i el Mega Borg, Earle va ser convocada com a consultora durant el desastre de la Deepwater Horizon al golf de Mèxic el 2010.
El 2010, en la Conferència Internacional Model de Les Nacions Unides de l'Haia, Earle va pronunciar un discurs de 14 minuts davant de 3500 delegats i ambaixadors de les Nacions Unides. Al juliol de 2012, Earle va dirigir una expedició a laboratori submarí Aquarius de la NOAA, situat prop de Key Largo, Florida. L'expedició, titulada "Celebrant 50 anys de vida sota el mar", va commemorar el cinquantè aniversari del projecte Conshelf I de Jacques Cousteau i va investigar els esculls de coral i la salut dels oceans. Mark Patterson va codirigir l'expedició amb Earle. El seu equip d'aquanautes incloïa el cineasta submarí D.J. Rodillo i l'oceanògraf M. Dale Stokes.